# Бекенхем, Клод
Клод Персиваль Бекенхем (англ. Claude Percival Buckenham; 16 января 1876, Херн-Хилл — 23 февраля 1937, Данди) — английский крикетист и футболист, чемпион летних Олимпийских игр 1900.
На Играх 1900 в Париже Бекенхем входил в состав британской футбольной команды. Его сборная выиграла в единственном матче у Франции со счётом 4:0 и заняла первое место, выиграв золотые медали.